# Grochotno
Grochotno (bulgariska: Грохотно) är ett distrikt i Bulgarien.   Det ligger i kommunen Obsjtina Devin i regionen Smoljan, i den sydvästra delen av landet, 140 km sydost om huvudstaden Sofia.
I omgivningarna runt Grochotno växer i huvudsak blandskog. Runt Grochotno är det ganska glesbefolkat, med 43 invånare per kvadratkilometer.